# 포박
포박(한국 한자: 捕縛)은 잡아서 묶는다는 뜻이다. 또 다른 말로는 결박(結縛), 계속(繫束)이라는 표현이 있다. 일본에서는 예술 행위 중 하나로 취급되고 있으며 일본 성인 영화에서 간헐적으로 등장하는 장르이기도 하다. 주로 밧줄을 사용하며 현대에는 테이프를 많이 사용한다. 대한민국 군대에서도 병사들이 거수자를 포박하는 방법을 배우기도 하며 사극 드라마에서 죄인을 심문할때 손, 발등을 의자에 포박하는 연출이 등장하기도 한다.